# Favites rotundata
Espèce
Favites rotundata est une espèce de coraux appartenant à la famille des Merulinidae ou la famille Faviidae.